# Eco050
Concessionária de Rodovias Minas Gerais Goiás S/A, mais conhecida como Eco050, é uma concessionária de rodovias brasileira fundada em 2013. É responsável pela gestão de 436,6 quilômetros da BR-050, no trecho compreendido entre o entroncamento com a BR-040, em Cristalina (GO), até a divisa de Minas Gerais com São Paulo (estado), no município de Delta (MG). Seu controle acionário pertence à EcoRodovias.

## Início das Operações
A concessionária assinou contrato de concessão de 30 anos com a ANTT (Agência Nacional de Transportes Terrestres) em 5 de dezembro de 2013 e, a partir de 13 de janeiro de 2014, assumiu a responsabilidade pela administração, manutenção, recuperação e outras melhorias na BR-050 (GO/MG). No dia 1 de fevereiro de 2018, a empresa EcoRodovias anunciou a aquisição de 100% das ações da MGO Rodovias por R$600 milhões.

## Cidades Abrangidas
O percurso do trecho sob concessão compreende 9 municípios localizados em Goiás e Minas Gerais.

### Minas Gerais
- Delta
- Uberaba
- Uberlândia
- Araguari

### Goiás
- Cumari
- Catalão
- Campo Alegre de Goiás
- Ipameri
- Cristalina